# Jasione sessiliflora
Jasione sessiliflora é uma espécie de planta com flor pertencente à família Campanulaceae. 
A autoridade científica da espécie é Boiss. & Reut., tendo sido publicada em Diagnoses Plantarum Novarum Hispanicarum 21. 1842.

## Portugal
Trata-se de uma espécie presente no território português, nomeadamente em Portugal Continental.
Em termos de naturalidade é endémica da Península Ibérica.

## Protecção
Encontra-se protegida por legislação portuguesa ou da Comunidade Europeia, nomeadamente pelo Anexo II e IV da Directiva Habitats.